# Трифонов, Михаил Лаврентьевич
Михаил Лаврентьевич Трифонов (24 ноября 1921 года, село Золотарёвка, Самарская губерния — 12 августа 1999 года, Комсомольск-на-Амуре, Хабаровский край) — бригадир сборщиков-клепальщиков Дальневосточного машиностроительного завода Министерства авиационной промышленности СССР, Хабаровский край. Герой Социалистического Труда (1974).

## Биография
Родился в 1921 году в крестьянской семье в селе Золотарёвка Самарской губернии (сегодня — Сергиевский район Самарской области).
В 1937 году вместе с родителями переехал в Комсомольск-на-Амуре по государственной программе промышленных переселенцев. После окончания в 1938 году школы фабрично-заводского обучения трудился сборщиком-клепальщиком в цехе № 25, затем в цехе № 2 завода № 126 Наркомата авиационной промышленности (с 1966 года — Дальневосточный машиностроительный завод (ДМЗ) Министерства авиационной промышленности СССР, с 1976 года — Комсомольский-на-Амуре авиационный завод имени Ю. А. Гагарина, сегодня — Филиал ОАО «Компания Сухой» «Комсомольский-на-Амуре авиационный завод имени Ю. А. Гагарина»).
Освоив смежные профессии, достиг высокой производительности труда. Выпускал продукцию высокого качества, за что был удостоен личного клейма. Позднее был назначен бригадиром сборщиков-клепальщиков. Был наставником рабочей молодёжи, воспитав несколько десятков молодых слесарей. За выдающиеся трудовые достижения в годы Восьмой пятилетки (1966—1970) был награждён в 1971 году Орденом Трудового Красного Знамени. Член КПСС.
В 1973 году бригада Михаила Трифонова досрочно выполнила коллективные социалистические обязательства и плановые производственные задания. Указом Президиума Верховного Совета СССР (с грифом «не подлежит опубликованию») от 16 января 1974 года «за выдающиеся успехи в выполнении и перевыполнении планов 1973 года и принятых социалистических обязательств» удостоен звания Героя Социалистического Труда с вручением ордена Ленина и золотой медали Серп и Молот.
Избирался делегатом XXIV съезда КПСС.
После выхода на пенсию проживал в Комсомольске-на-Амуре.
Скончался в августе 1999 года.
Награды
- Герой Социалистического Труда
- Орден Ленина
- Орден Трудового Красного Знамени (26.04.1971)